# Paul Simonon
Paul Simonon (født 15. december 1955 i Brixton, London, England) er bedst kendt som tidligere bassist i punkbandet The Clash. Han voksede op i Brixton, et fattigt kvarter, der dog var rigt på kultur, på grund af de mange udenlandske tilflyttere (specielt fra Jamaica). Dette er også grunden til Simonons store kærlighed til reggae musik. Før han begyndte at spille i The Clash havde han planer om at blive billedkunstner. 
I 1976 spurgte The Clash's guitarist, Mick Jones, om Simonon ville spille andenguitar i bandet. Instrumentet viste sig at være for svært til Simonon, så Jones besluttede sig for at lære ham bas i stedet.
Simonon skrev i alt tre af Clash's tekster, "The Guns of Brixton", "The Crooked Beat og "Long Time Jerk". Simonon skrev "The Guns of Brixton" i jalousi over de mange penge som Strummer og Jones tjente på royalties, og denne sang viste sig senere at blive en af de mest kendte.
Efter The Clash gik fra hinanden, startede Simonon et band under navnet Havanna 3am. De nåede at indspille en enkelt plade i Japan, før de splittede op.
I dag arbejder han som kunstner, og har bl.a. designet coveret til Big Audio Dynamite's plader (Mick Jones' senere band). Han har også designet coveret til hans nye bands debutplade, den selvbetitlede The Good, The Bad & The Queen, et Damon Albarn projekt, der igen fik Simonon ind i musikverdenen.
Paul Simonon optræder på forsiden af "London Calling"-coveret, hvor han smadrer sin bas. Dette billede blev senere et kendt punkikon.